# Лефкада (град)
Лефкада (грч. Λευκάδα []) град је у западној Грчкој и управно средиште истоименог округа у оквиру периферије Јонска острва. Град је и највеће и најважније насеље острва Лефкада.

## Природни услови
Град Лефкада се налази на крајњем североистоку острва Лефкада, на месту где се острво налази на најмањем растојању од копна. Ту је подигнут и мост на баржама. Иза града уздижу се планине, већим делом голе и обешумљене.
Клима у Лефкади је средоземна са топлим и сувим летима и благим и кишовитим зимама.

## Становништво
| 2011.  |
| ------ |
| 22.652 |

Општина Лефкада данас има око 11.000 становника, од чега у самом граду око 7.000 ст. Становништво су углавном етнички Грци, мада има и досељеника (туриста и радника у туристичкој привреди).

## Привреда
Лефкада је данас прави туристички град и туризам је преовлађујућа привредна грана.